# Wasserrutsche

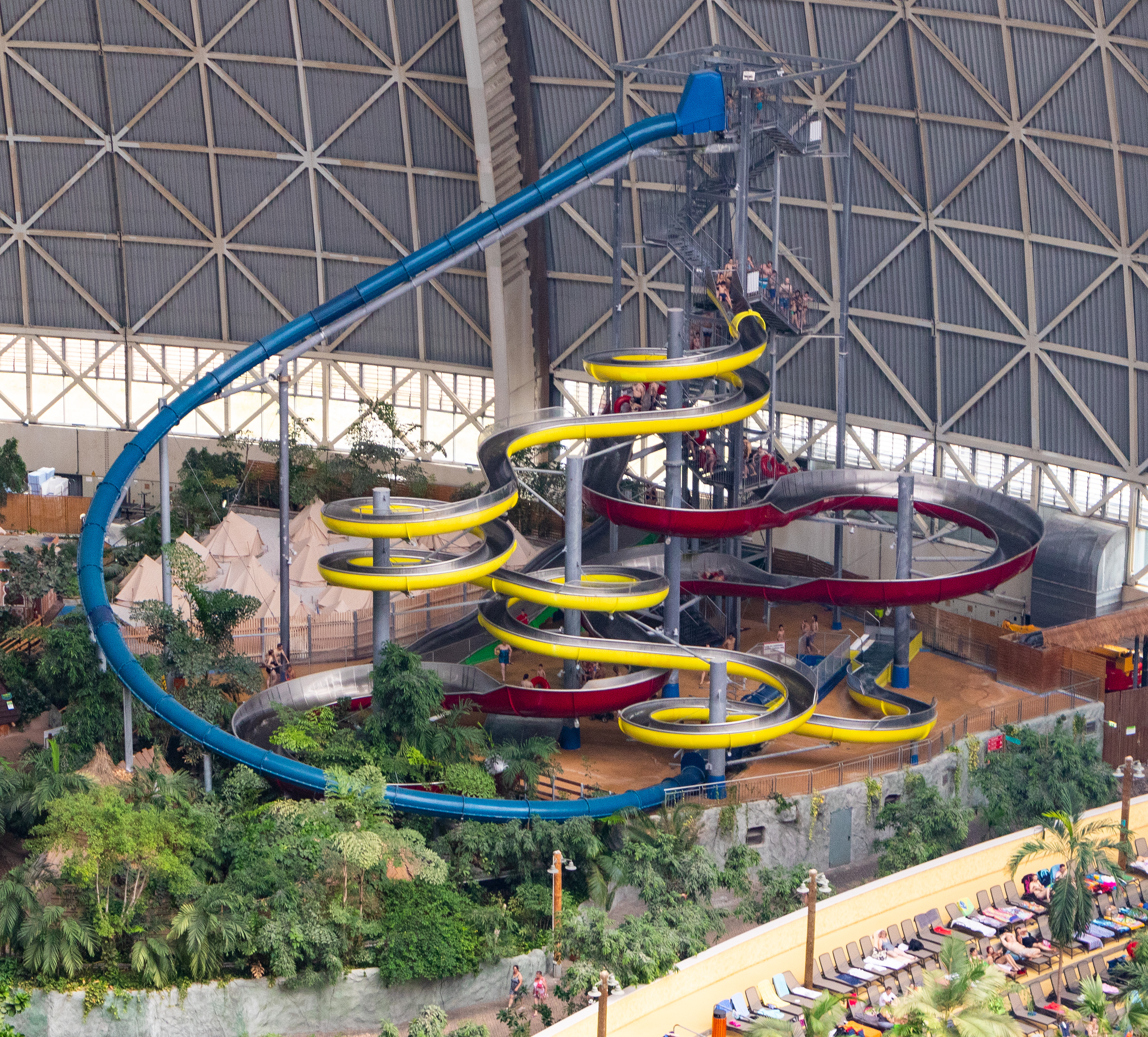
Wasserrutschenturm im Tropical Islands

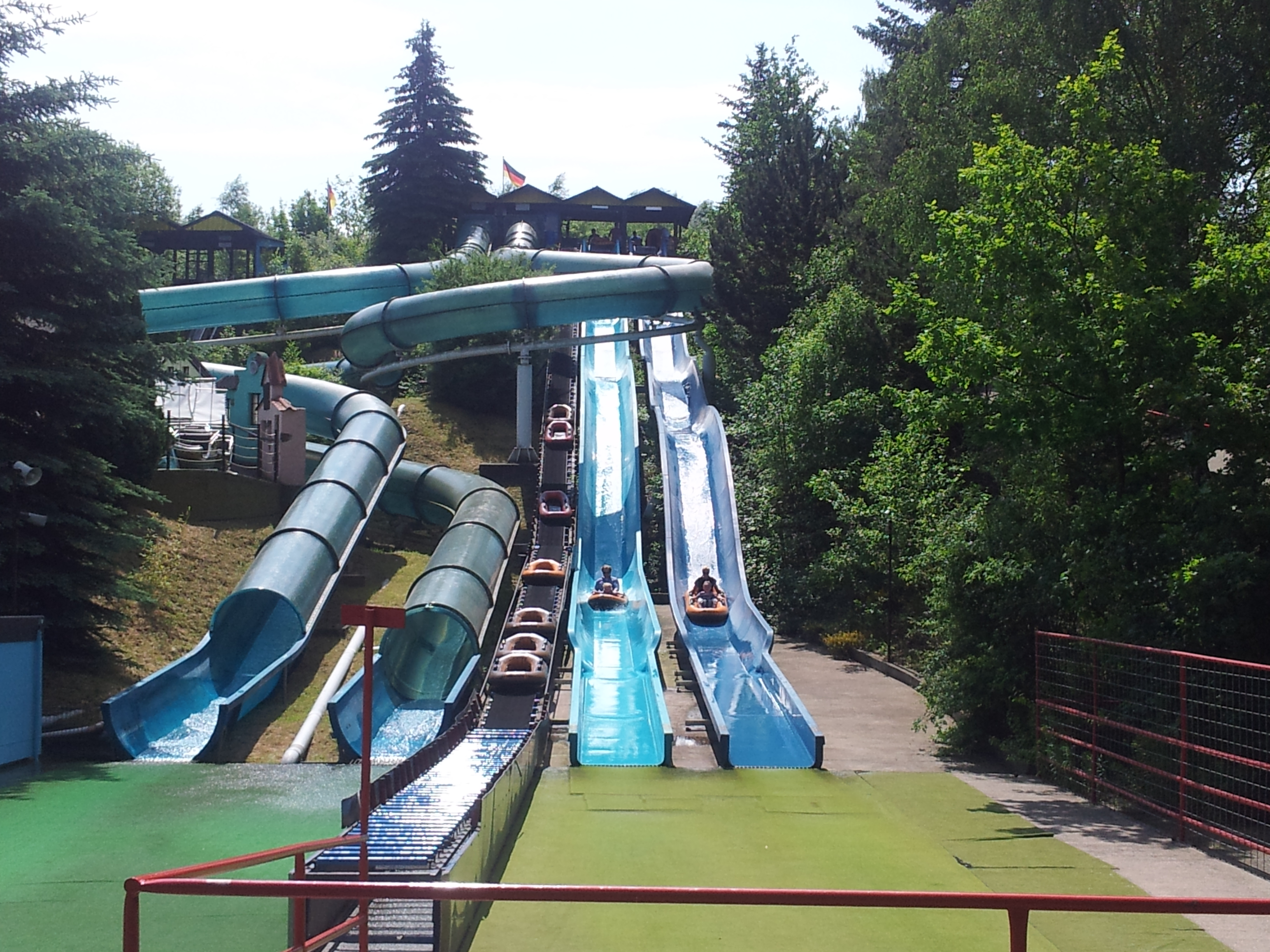
Wasserrutschen mit Booten im Freizeitpark Rasti-Land

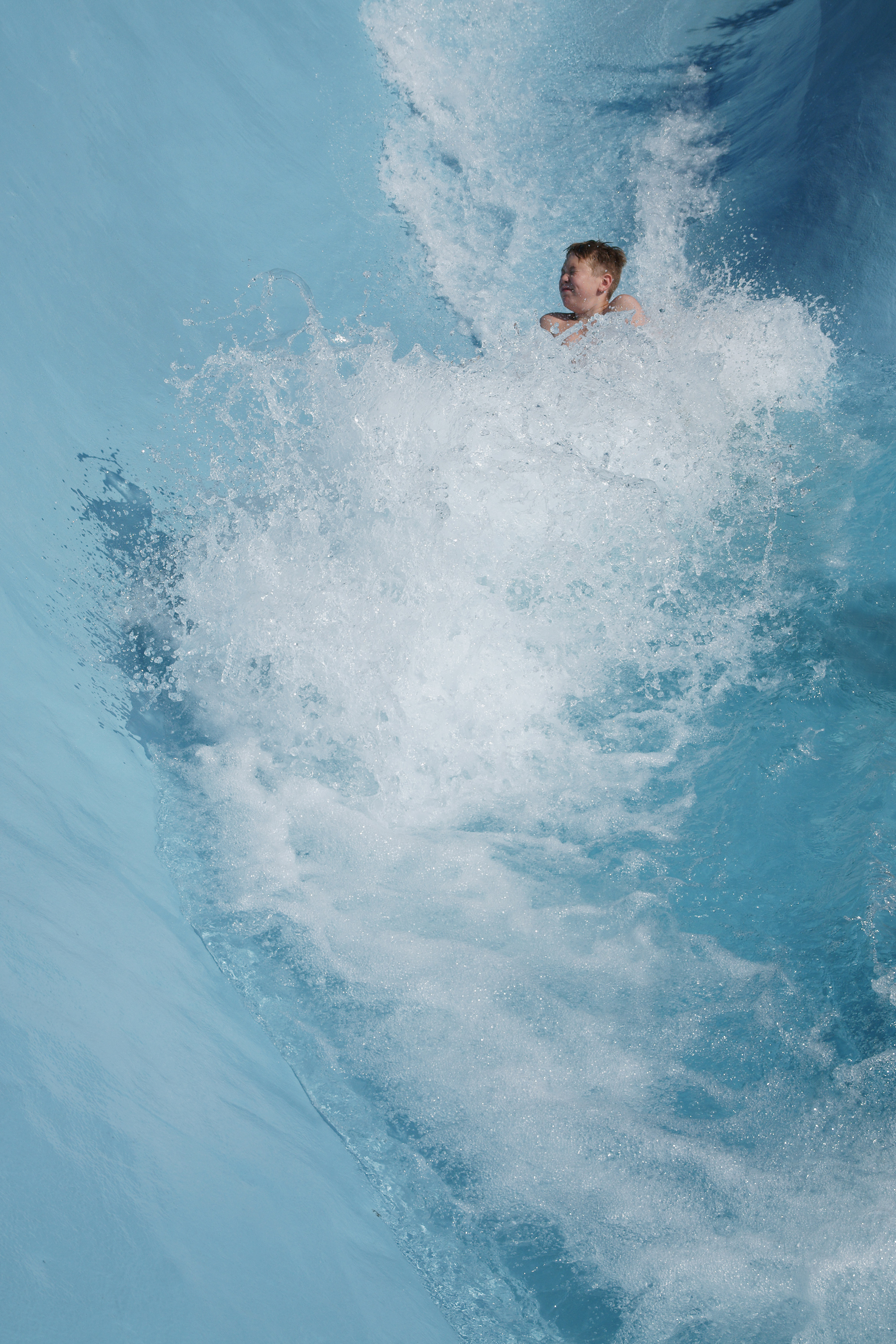
Eintauchen nach Rutsche im Wasserpark Serena, Finnland

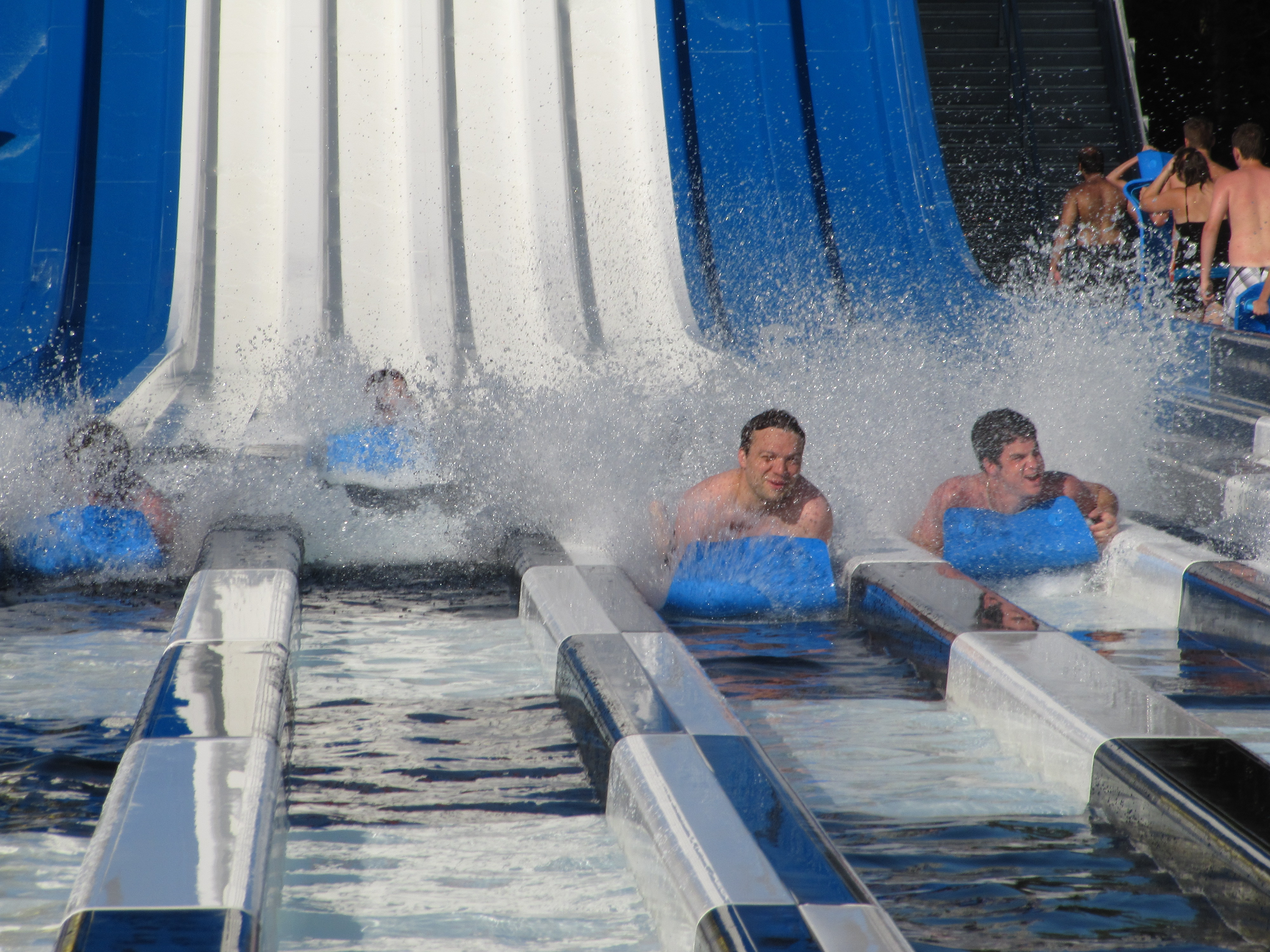
Rutschen mit Matten im Calypso Park, Kanada

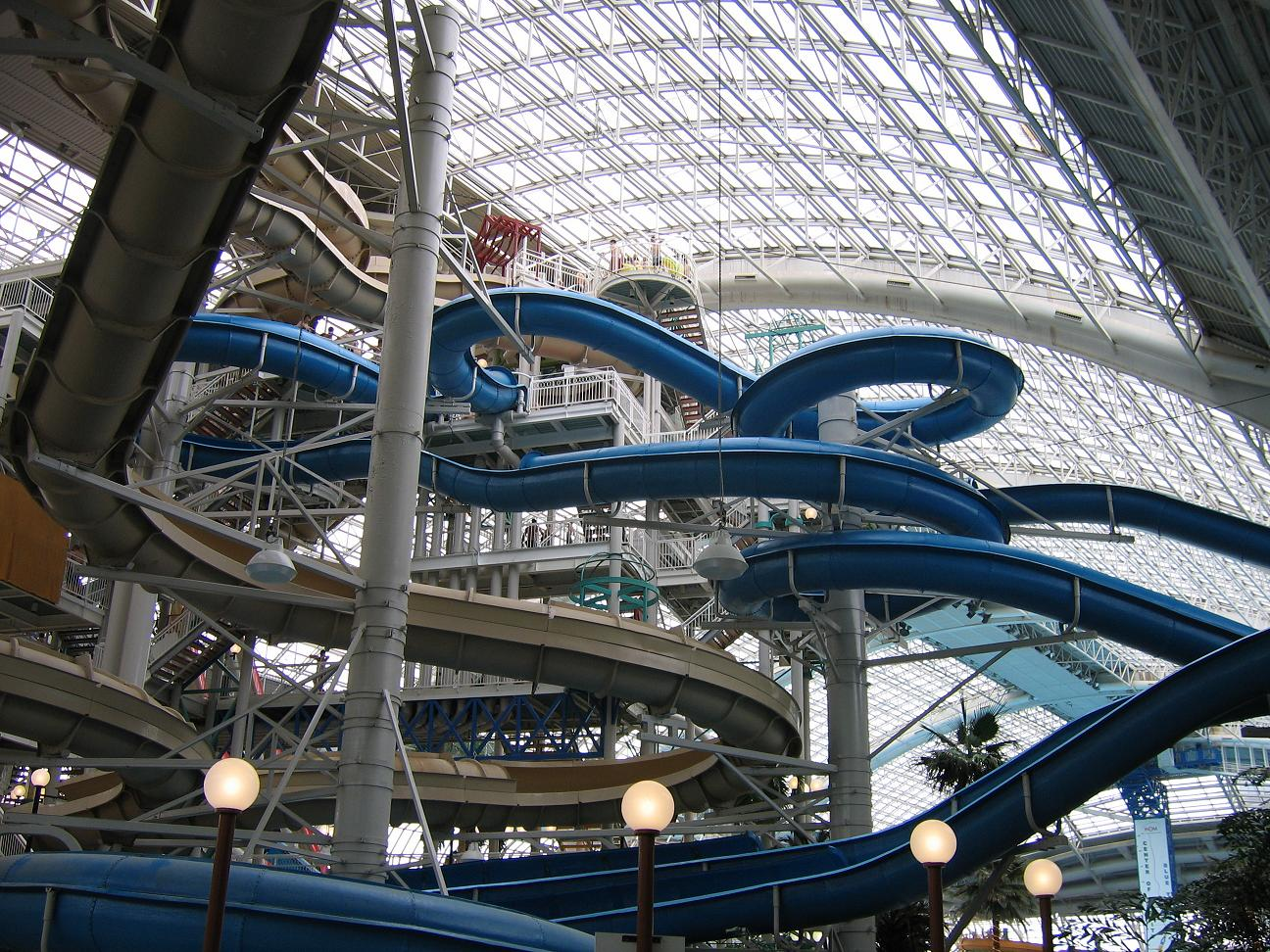
Extremform in Alberta, Kanada

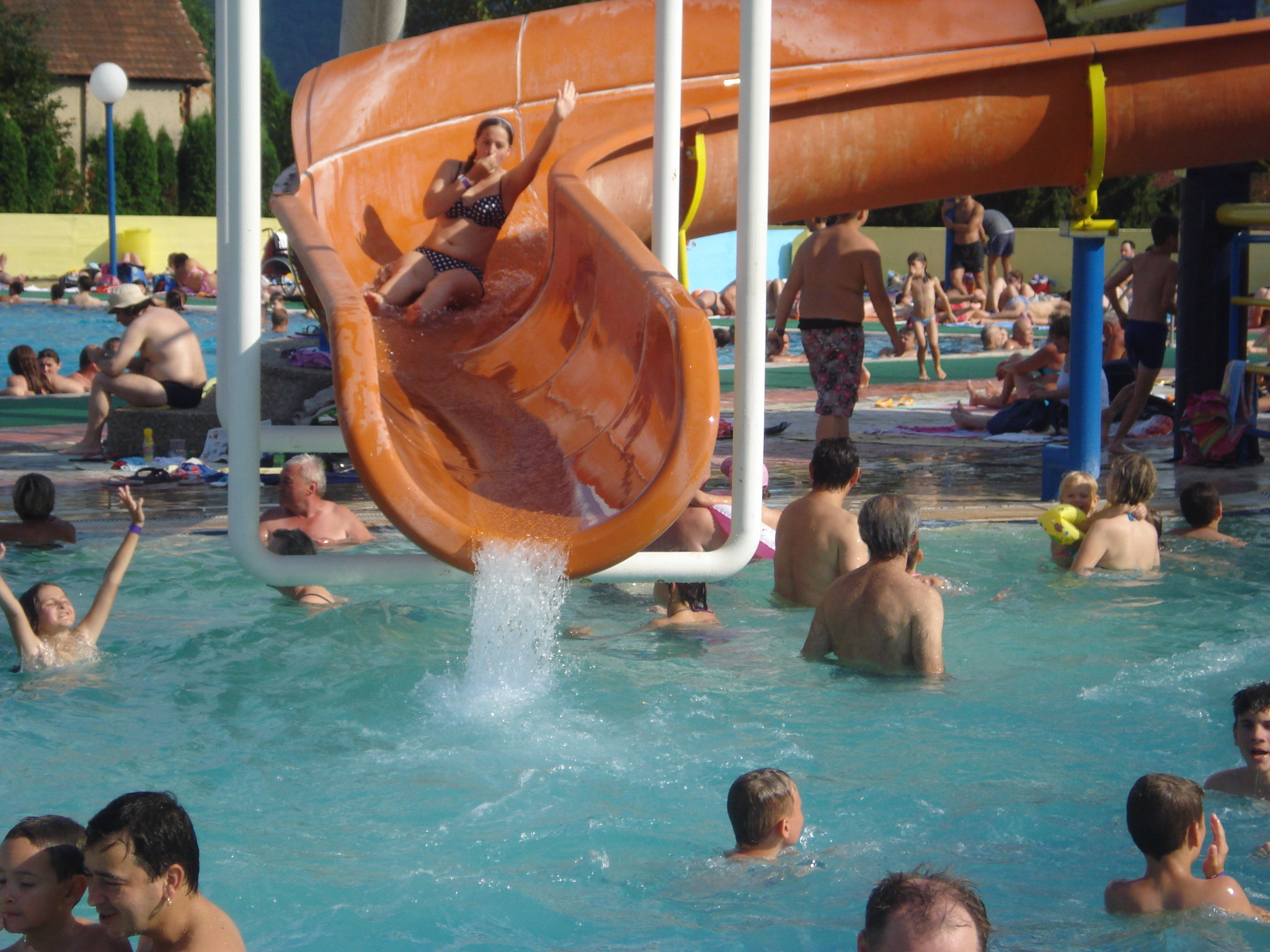
Eine offene Röhrenrutsche aus Kunststoff in einem Wasserpark in Kroatien

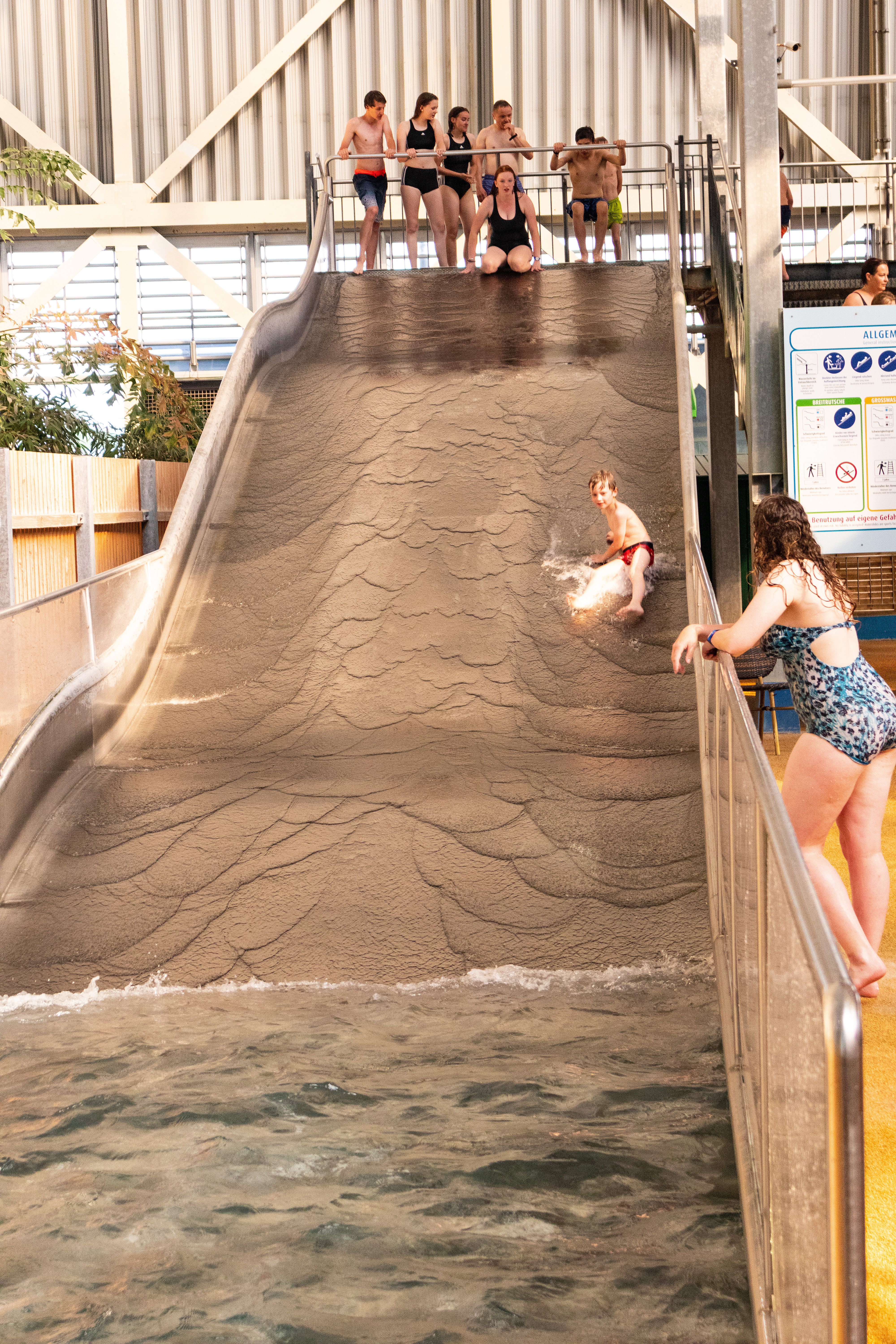
Einfache Breitrutsche aus Edelstahl im Tropical Islands

Eine Wasserrutsche, auch Riesenrutsche (umgangssprachlich), ist eine spezielle Art der Rutsche, bei der die Reibung der rutschenden Person durch das in der Rutsche fließende Wasser reduziert wird.
Wasserrutschen findet man hauptsächlich in Wasserparks, Schwimm- und Freibädern, vereinzelt aber auch in Freizeitparks.

## Funktionsprinzip und Technik
Wasserrutschen sind offene Rinnen oder geschlossene Röhren mit Gefälle, das entlang der Strecke variieren kann, und eventuell mit Kurven zu den Seiten hin. Die zu berutschende Fläche selbst ist bewässert, um beim Rutschen einen Wasserfilm zwischen Person und Rutsche zu erzielen. Üblicherweise wird Badekleidung beim rutschen getragen. Bei Rutschen mit besonders schnellen Verläufen; sogenannte Turborutschen sollte man der Sicherheit wegen, lockere Gegenstände wie zum Beispiel Brillen und Schmuck ablegen.
Am Ende jeder Wasserrutsche befindet sich ein Auffangbecken, auch Landebecken oder seltener auch Auslaufbecken genannt. Seltener enden Rutschen in vorhandenen Schwimmbecken, ausgeführt als „Sofaauslauf“ oder als „Plumpsauslauf“. Aus dem Becken wird das benötigte Wasser durch Rohrleitungen zum Rutschenanfang oder zusätzlich je nach Rutschenart an weitere Stellen gepumpt. Im Rutschenbetrieb müssen die Rutschen stets mit Wasser benetzt sein. 
Es gibt Wasserrutschen als Röhren oder als Rinnen. Zur Sicherheit sind bei manchen Rutschen, meist jedoch bei geschlossenen Rutschen, Ampelanlagen und Drehkreuze installiert, die den Sicherheitsabstand zwischen den rutschenden Personen regeln, und so Unfällen vorbeugen sollen.
Die Vorgabe bei Körperrutschen in Sitzposition mit den Beinen voran zu rutschen, soll der rutschenden Personen zu einer guten Sicht nach vorne verhelfen. Wenn die Person ins Auffangbecken taucht wird die untere Körperpartie abgebremst. Oberkörper und Kopf drängen mit Schwung weiter nach vorne. Damit wird die Gefahr gebannt, dass der Kopf auf das Ende der Rutsche fällt.

## Bauweise

### Massivbau
Es sind nur noch wenige Rutschen aus Stahlbeton erhalten. Seinerzeit wurden die Rutschenrinnen samt Tragwerk und Aufstiegstreppe in Betonbauweise hergestellt. Die Rutschenrinnen haben gerundete rechteckige Querschnitte, weisen zwar Gefällevariationen auf, verlaufen aber eher nur in gerader Richtung, also ohne starke Kurven zur Seite. Die Rutschoberfläche kann aus geschliffenem Kunststein oder einer Beschichtung mit Kunststoff bestehen. Im freien stehende Betonbauten haben durch Witterungseinflüsse, insbesondere durch Frost eine auf einige Jahrzehnte beschränkte Lebensdauer. So gab es zum Beispiel im Freibad Rüppurr in Karlsruhe von 1953 bis 2021 eine 3 m hohe Beton Doppellrutsche.

### Moderne Rutschen
Seit Jahrzehnten werden Rutschen als Stahlbau ausgeführt. Die Rutschenrinnen selbst bestehen häufig aus einer Aneinanderreihung miteinander verschraubter Elemente. In jeder Rinnenfuge ist ein Tragblech mitgeschraubt. Dieses stützt sich ab auf einem Tragarm einer Stahlkonstruktion mit einer zentralen vertikalen Rohrstütze.
Die Rinnenelemente der meisten Rutschen werden aus GFK hergestellt, einige Rutschenrinnen bestehen auch aus Edelstahl. Weniger kritische Elemente wie Randerhöhungen, Rinneneindeckungen können auch aus transparentem Acrylglas gefertigt sein.

### Ähnliches
Für Paddelboote samt Sportler und Gepäck gibt es mitunter Bootsrutschen um das Gefälle an einem Flusskraftwerk zu überwinden, ohne das Boot händisch über Land oder Treppen tragen zu müssen. Wildwasserpaddeln und Canyoning passagenweise.

## Rutschentypen
Wasserrutschen bzw. Rutschen allgemein werden in drei Rutschentypen eingeteilt:
Kastenrutsche (ein gerader Boden mit zwei aufrechten Seitenwangen): Sie ist der am häufigsten vorkommende Rutschentyp der vor allem bei Spielplatzrutschen Anwendung findet. Aber auch bei Hochgeschwindigkeitsrutschen, den sogenannten Freifallrutschen, wird dieser Rutschentyp eingesetzt, da diese aus Sicherheitsgründen meist nur mit einem geraden Verlauf geführt werden können.
Die Kastenrutschen werden in drei verschiedenen Ausführungen gefertigt: Rutschenboden als schräge Ebene, als schräge Ebene mit Welle oder als Brachistochrone geformt (auch als Parabolrutsche bezeichnet).
Halbschalenrutsche (offene Mulde): Sie findet meist dann Verwendung, wenn zusätzlich Kurven gebaut werden sollen. Aufgrund der vielen Möglichkeiten an Kurvenkombinationen und der damit einhergehenden Rutschenlänge bietet dieser Rutschentyp ein besonders lang andauerndes und kurvenreiches Rutscherlebnis.
Tunnelrutsche (geschlossene Röhre): Sie stellt eine Steigerung der Halbschalenrutsche dar. Tunnelrutschen bringen zusätzlich, sofern sie abgedunkelt bzw. lichtundurchlässig sind, den abenteuerlichen Reiz des „Black-Hole-Effekts“ mit sich, bei dem die Nutzer den Rutschenverlauf nicht sehen, sondern lediglich spüren bzw. erahnen können. Dieser Rutschentyp wird vor allem bei hohen Abgangshöhen eingesetzt, da es sich hier um ein geschlossenes System handelt und damit das Herausfallen der Rutschenden ausgeschlossen werden kann.

## Ausführungen

### Konventionell
Neben den klassischen Körperrutschen, gibt es auch Reifenrutschen, bei denen die Passagiere alleine oder mit anderen Personen zusammen einen Reifen nutzen. Einige wenige Rutschen sind mit speziellen Matten in Bauchlage rutschbar. Des Weiteren gibt es gerade in Freizeitparks häufig Versionen, in denen kleine Gummiboote benutzt werden, so dass die Nutzung in Alltagskleidung ermöglicht wird.
Wird eine Röhrenrutsche abgedunkelt, spricht man von einer „Black-Hole-Rutsche“. Diese Rutschen werden zudem oft mit Licht- und Toneffekten ausgestattet.
Einige Rutschen haben in den geschlossenen Röhren transluzente Segmente, hierdurch entstehen sogenannte Tageslicht-Effekte, diese kommen bei Tag ohne Stromversorgung aus, und werden bei Dunkelheit von außen beleuchtet.
Manche Rutschen haben „Wasservorhänge“ oder andere überraschende Wassereffekte.

### Ausgefallen
Loopingrutschen: Sind Rutschen die einen Looping enthalten, der im Gegensatz zu normalen Achterbahn-Loopings allerdings eher schräg und nicht so steil ist, was einer schrägen Aufwärtshelix entspricht. Durch diese Bauweise wird eine geringere Geschwindigkeit benötigt, was das Verletzungsrisiko minimieren soll. Damit eine Looping-Rutsche zugelassen wird, muss sich vor jedem Looping ein Notausstieg befinden, wodurch die Rutsche verlassen werden kann, falls der Looping nicht geschafft wird. Zudem darf ein Anpressdruck von 2,6g (Gravitation + Zentripetalbeschleunigung) nicht überschritten werden.
Doppelloopingrutschen: Im österreichischen Erlebnisbad Wave in Wörgl stand die erste Doppellooping-Wasserrutsche der Welt. Bei dieser Rutsche, genannt L2, startete man auf 25 Metern Höhe im sogenannten Raketenstartmodus: Eine Falltür öffnet sich und schickte den Rutschenden in eine Röhre, in der er eine Spitzengeschwindigkeit von bis zu 65 km/h erreichen kann. Darauf folgten die beiden Loopings, in denen man zuerst sieben und dann 3,5 Meter nach oben gewirbelt wurde. Mit Ende August 2021 wurde der Betrieb der Wörgler Wasserwelt mit der Doppelloopingrutsche eingestellt.
Weitere Doppelloopingrutschen befinden sich im Miramar Freizeitzentrum in Weinheim und im Kristall Palm Beach in Stein (nähe Nürnberg). Letztere wurde im Dezember 2012 eröffnet und ist das höchste Modell seiner Art in Europa
Trichterrutschen: Bei dieser Rutsche wird der Benutzer in einer Turborutsche beschleunigt und gelangt dann in einen großen kesselförmigen Rutschentrichter, in dem er sich in kreisförmigen Bewegungen dem Loch oder Eingang in der Mitte des Trichters nähert und dann in ein darunter liegendes Wasserbecken fällt, oder in eine meist kurzen Röhre bis ins Landebecken rutscht.
Schanzenrutschen: Seltener findet man sogenannte Flug- oder Sprungrutschen. Dabei ist die Röhre häufig nur ein kurzer, steiler Abschnitt und den Rest (meistens nur einige Meter) springt oder „fliegt“ man anschließend. Aus Sicherheitsgründen besteht die Aufprallfläche häufig aus einem elastischen Material. In der Therme Erding und im Fildorado in Filderstadt befinden sich zum Beispiel eine solche Rutsche.
Pendelrutschen: Die Pendelrutschen können mit wenigen großen Pendelbewegungen geführt werden oder mit vielen kleinen, wie zum Beispiel in einer Halfpipe. Diese Rutschen werden sowohl als Körper- als auch als Reifenrutschen ausgeführt. Eine solche Rutsche befindet sich zum Beispiel gleich zweimal in der Therme Erding jeweils im Innen- und Außenbereich und im Badeparadies Schwarzwald.
Master Blaster, auch Aufwährtsrutsche genannt: Master-Blaster-Rutschen sind Reifenrutschen, bei denen durch starke Wasserdüsen der Rutscher – im Reifen sitzend – bergauf „geschossen“ wird. Eine solche Rutsche befindet sich zum Beispiel im Freizeitbad Aquana in Würselen, im Schenkenseebad in Schwäbisch Hall, im Aqualand Köln und in der Therme Erding.
Stehrutschen: Bei dieser Rutschenart gleitet man stehend durch die Wasserrutschbahn. Die weltweit ersten zwei Stehrutsche wurden 2014 im AquaMagis Plettenberg eröffnet. Weitere Eröffnung 2021 im Europabad Karlsruhe.
Windrutsche: Bei dieser Rutsche wird ein großes Rückenschild/Platte umgeschnalt oder ein Boot mit großer Rückenlehne verwendet. Durch dieses Schild wird man mit Axialventilatoren angetriebener Windkraft horizontal durch eine geschlossene Röhre befördert. Durch die Windverhältnisse in der Röhre ist ein Gefälle nicht notwendig. Die weltweit erste Windrutsche wurde 2018 im AquaMagis Plettenberg eröffnet.
Slide Wheel: Diese Art der Reifenrutsche ist eine Kombination aus einer geschlossenen Röhrenrutsche und einem Riesenrad. Die Hauptstrecke der Wasserrutsche dreht sich wie ein Riesenrad. In der Rutsche wirken an mehren Körperstellen g-Kräfte auf den Rutschenden ein. Erste Rutschen dieser Art wurden im asiatischen Raum eröffnet. Die Erste Slide-Wheel-Rutsche in Europa wurde 2020 im Aquapark Reda, Polen eröffnet.
Wildwasserrutsche auch Wildwasserbach, Wildwasserfluss und seltener Wildwassercanyon genannt: Dabei handelt es sich um meist außen verlegte offene Rutschen, die eine Kombination aus halbschalenförmigen und kastenförmigen Rutschensegmenten darstellen. Durch enge Kurven, sehr starken Wasserfluss und plötzliche Tiefen oder Strömungen kann man auch ohne großen Höhenunterschied interessante Verläufe finden.
Lazy River: Dies ist ein Strömungskanal, der im Gegensatz zum Wildwasserbach nur ein sehr geringes oder gar kein Gefälle aufweist, wodurch die Strömung sehr langsam ist. Wird oft mit Reifen oder anderen aufblasbaren Auftriebshilfen benutzt. Ein Beispiel ist der Lazy River „Snorri’s Saga“ im Wasserpark Rulantica.

## Rutschfolie für Privatgebrauch

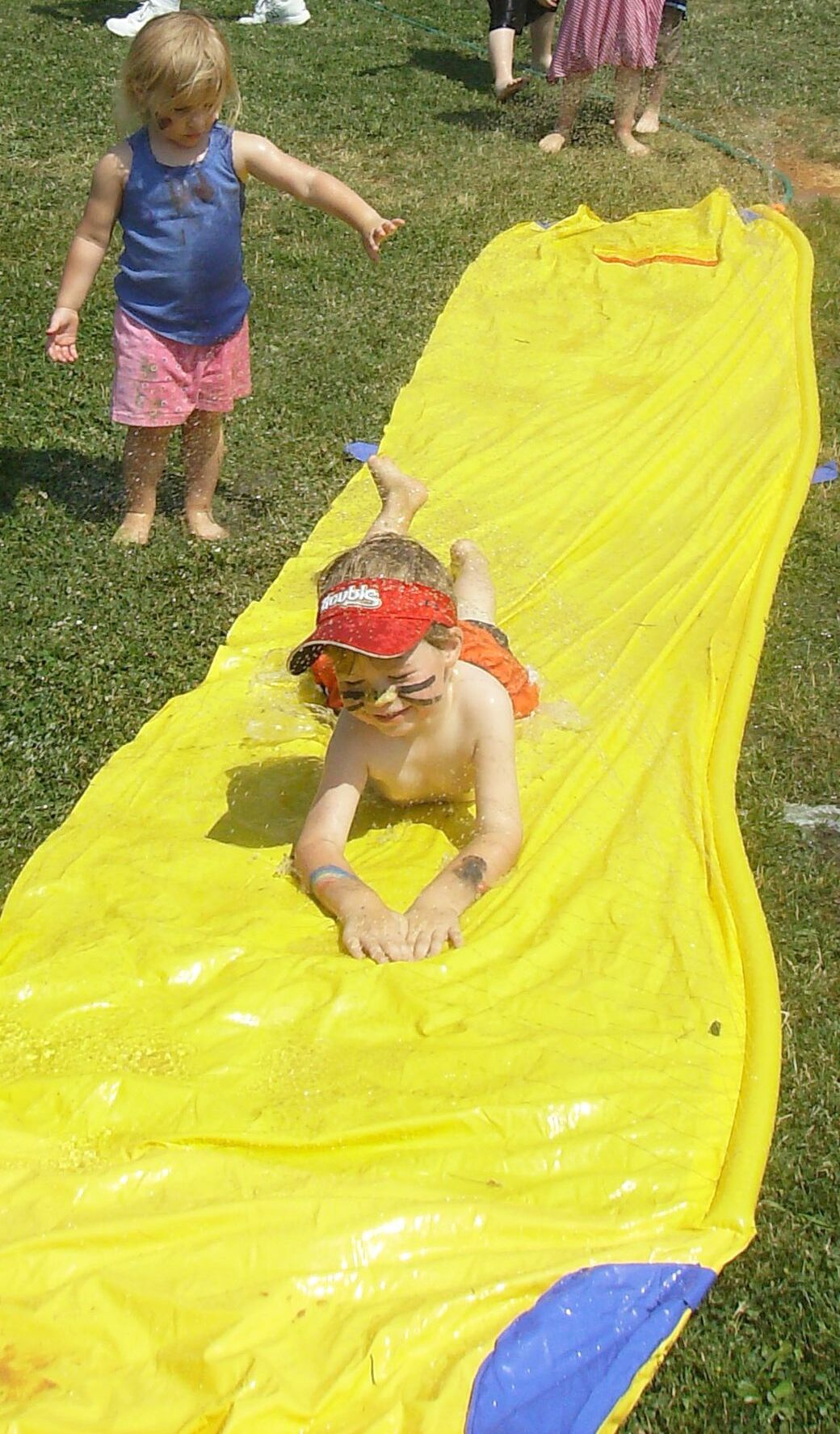
Wasserrutsche aus Plastikfolie

Für den Privatgebrauch sind spezielle Plastikfolien mit Düsen zur Benetzung mit Wasser erhältlich, die an den Gartenschlauch angeschlossen beispielsweise in Spielzentren oder im Garten für Kinder als einfache Wasserrutsche dienen können. Die Folie benötigt eine ausreichend ebene Fläche, eventuell mit etwas Gefälle als Untergrund.

## Rekorde
Die höchste Wasserrutsche der Welt ist die im Juli 2014 eröffnete Anlage Verrückt im Schlitterbahn Waterpark von Kansas City, USA. Ihre im Guinness-Buch der Rekorde vermerkte Startpunkthöhe von 51,4 m entspricht knapp der freien Fallhöhe der Niagarafälle und ist höher als das Haupt der Freiheitsstatue. Nach einem tödlichen Unfall im August 2016 wurde die Anlage geschlossen. Zuvor war lange Zeit die 42 m hohe Anlage Captain Spacemaker im italienischen Freizeitpark Aqualandia von Jesolo bei Venedig Rekordhalter.
Am 27. September 2019 eröffnete im Escape Park auf der Insel Penang im Nordwesten von Malaysia der derzeitige Rekordhalter. Mit einem Höhenunterschied von 70 m geht es über 1140 m weit durch den Urwald. Der Start der Strecke wird über eine Seilbahn erreicht. Eine Fahrt auf der Rutsche dauert ca. vier Minuten. Die Höhe über dem Boden ist auf der ganzen Fahrt so gering, dass die Rutsche vollkommen als oben offene Rinne ausgeführt werden konnte.

## Wettrutschen/Rennrutschen
Seit einigen Jahren hat sich das Rutschen zu einer eigenen Sportart entwickelt. Meisterschaften werden regional, landesweit und deutschlandweit ausgetragen. Dachverband ist der DRV Deutscher Rennrutsch Verband e. V.

## Trivia
In einigen Wasserparks gibt es sogenannte Reifenlifte (auch Reifenaufzüge genannt). Die Rutschreifen/-Boote werden hängend oder auf Förderbändern zum Rutschenanfang befördert. Reifenlifte gibt es zum Beispiel im Rulantica und Bellewaerde Aquapark in Belgien.

## Normen
Für öffentlich genutzte Wasserrutschen werden die sicherheitstechnischen Anforderungen in folgenden Normen geregelt:
- EN 1069-1 - Wasserrutschen - Teil 1: Sicherheitstechnische Anforderungen und Prüfverfahren[25]
- EN 1069-2 - Wasserrutschen - Teil 2: Hinweise[26]